# Francesc Freixa i Clariana
Francesc Freixa i Clariana (Reus, 17 de novembre de 1821 - Barcelona, 30 de desembre de 1876) va ser un industrial i escriptor català.

## Biografia
Fou fill de Joan Freixa i d'Antònia Clariana, ambdós de Reus.Molt actiu de caràcter, muntà una fàbrica de seda que li va donar una situació econòmica estable. De jove va escriure algunes novel·les costumistes que no arribà a imprimir. Instal·lat a Barcelona, va publicar De los bancos de crédito territorial en España. Barcelona: Narciso Ramírez, 1864, i la monumental obra El Derecho administrativo vigente en España. Barcelona: Magriñà y Subirana 1870-1877, en 10 volums, escrita, sol i tancat a casa seva, durant l'epidèmia de febre groga a Barcelona, obra revisada i ampliada després (1879-1881), juntament amb Artur Corbella un doctor en dret i notari instal·lat a Reus, fins a tenir 12 volums. Pel que sembla, diu Josep Olesti al Diccionari biogràfic de reusencs, no tenia altres estudis que l'escola primària.
Es va casar amb Bruna Roperto. Va morir per causa d'una pneumònia el 30 de desembre de 1876.